# Para bellvm
para bellvm (читается «пара беллум», в переводе с лат. — «готовься к войне»; до 2001 года носила название Para Bellum) — санкт-петербургская рок-группа, сочетающая в себе традиционное готик-рок и дарк-рок-звучание с русскоязычной лирикой.
Как идея Para Bellum был задуман весной 1992-го, а к концу 1995-го обрёл название и сформировал первый регулярный музыкальный состав. Однако, традиционной датой основания стал 1997 год, когда состоялось первое концертное выступление группы.

## История
Группа была создана музыкальным журналистом Леонидом Новиковым, публиковавшимся под псевдонимом Леонид Фомин, стоявшим у истоков всероссийского музыкального журнала FUZZ и российской версии Rolling Stone, а также гитаристом Алексеем Писаревым, которых познакомил барабанщик Александр Якимов. Новикову была отведена роль сочинения текстов и вокал, а музыку и аранжировки придумывали уже вместе.
Para Bellum стали инициаторами второй волны готик-движения в Санкт-Петербурге, оказав влияние на ряд музыкальных инди, пост-панк и готик-коллективов. В начале 2000-х являлись одним из ключевых коллективов на петербургской андеграундной сцене.
Осенью 2001 года коллектив сменил начертание своего названия на para bellvm.
В середине 2006 года ансамбль претерпел серьёзные изменения в составе и существенные изменения в звучании, взяв курс на индастриал-рок и инди.
На счету para bellvm — участие в самых разноформатных фестивалях, начиная от организованного самим Новиковым петербургского готик-фестиваля Radio Inferno, на котором силами группы привлекались различные зарубежные и российские коллективы дарк-сцены, такие как The Last Days of Jesus, Inkubus Sukkubus, Аркона, Das Ich и т. п., и заканчивая международным фестивалем SKIF.

## Выступления
- 24.11.1999 — «Аудиовизуализация Фундаментальных Параметров Сознания» (совместный проект с петербургскими художниками Галиной Самариной и Николаем Скрылем, Александром Кляйном (Мюнхен), Максимильяна Рецца (Рим), при участии групп MINA и CONTRIVA (Германия)).
- 14.01.2000 — участие в фестивале «FuzzФест» (Юбилейный).
- 14.04.2000 — участие в международном фестивале «SKIF-4» («Sergey Kuriokhin International Festival»).
- 20.05.2000 — фестиваль «Rocket to Russia» с участием групп НАИВ и Marky Ramone & The Intruders.
- 11.01.2002 — выступление с группой To/Die/For.
- 26.04.2002 — участие в международном фестивале «SKIF-6» («Sergey Kuriokhin International Festival»).
- 21.12.2002 — «Первый Петербургский готик-фест Radio Inferno».
- 05.12.2003 — «Второй Петербургский готик-фест Radio Inferno».
- 10.12.2004—11.12.2004 — «Третий Петербургский фестиваль дарк-сцены Radio Inferno» (специальные гости).
- 05.03.2005 — выступление с группой Lake of Tears.
- 29.09.2005 — выступление с группой The 69 Eyes, ЛДМ.
- 18.11.2005 — участие в фестивале Schwarzes Dresden VI, Дрезден, Германия.
- 29.10.2008—09.11.2008 — Европейский тур: Германия, Чехия, Польша, Литва, Латвия, Финляндия, Россия.
- 01.06.2009—09.06.2009 — Европейский тур Book of The Kings (Литва, Венгрия, Словакия, Германия).
- 01.10.2009—03.10.2009 — мини-тур с группой Iconcrash (Москва, Псков, Санкт-Петербург).
- 21.03.2010 — выступление с группой The 69 Eyes (ГлавКлуб, Санкт-Петербург).
- 30.10.2010 — выступление с Tilo Wolff (Зал ожидания, Санкт-Петербург).
- 18.11.2011—19.11.2011 — мини-тур с группой The Last Days of Jesus (Москва, Санкт-Петербург).

## Состав

### Текущий состав
- Леонид Новиков — вокал, тексты
- Алексей Никифоров — гитара
- Владимир Стрелов — гитара
- Анатолий Анфилатов — бас-гитара
- Андрей Стригоцкий — барабаны

### Бывшие участники
| - Алексей Писарев — гитара - Тарас Лужецкий — гитара - Алексей Шпынёв — гитара - Владимир Авдеев — гитара, клавишные - Дмитрий Рубановский — гитара - Александр Цой — гитара - Константин Юдин — гитара - Глеб Тарабутин — бас-гитара - Алексей Ершов — бас-гитара - Дмитрий Турьев — бас-гитара - Елена Новикова — бас-гитара - Михаил Карпов — бас-гитара | - Александр Якимов — барабаны - Александр Сагайтис — барабаны - Андрей Андрюшко — барабаны - Михаил Харченко — барабаны - Валерий Класович — барабаны - Дмитрий Никулин — барабаны - Сергей Егоров — барабаны - Иван Янковский — барабаны - Степан Славин — клавишные - Елена Сорокина — клавишные - Владимир Бурковский — клавишные |

## Дискография

### Полноформатные альбомы
- ноябрь 2000 — «Para Bellum» (CD, MC; Fuzz Records)
- ноябрь 2003 — «Вечный лёд» (CD, MC; KDK Records Company)
- ноябрь 2008 — «Книга царств» (CD; Shadowplay Records)
- март 2011 — «Град земной» (Flash-card[3], интернет-релиз[4])
- апрель 2014 — «Веди меня через ночь» (CD; Abandoned Zone Records)
- ноябрь 2015 — «Мы не любим» (CD; Abandoned Zone Records)
- сентябрь 2016 — «Лесной царь» (акустика) (CD; Никитин Мьюзик Групп)
- ноябрь 2017 — «Сердцебиение»[5] (CD)
- ноябрь 2018 — «Почти оружие»[5] (CD)
- январь 2023 — «Трава забвения» (интернет-релиз; CD, Полигон Records)

### Мини-альбомы и синглы
- март 2005 — «Завтра» (CD, мини-альбом)
- август 2013 — «Убейте Цезаря» (интернет-сингл)
- май 2015 — «Здесь и сейчас» (CD, мини-альбом)
- ноябрь 2016 — «Дом» (интернет-сингл)
- май 2018 — «Комедианты» (интернет-сингл)
- февраль 2019 — «Последний час зимы» (интернет-сингл)
- ноябрь 2019 — «Иаиль» (интернет-сингл)
- январь 2020 — «Золотой гребень» (интернет-сингл)
- декабрь 2021 – «Только океан» (feat. Philipp Hofmann [JUNO17]) (интернет-сингл; Полигон Records)
- февраль 2022 — «Прогулка» (feat. Андрей Новиков [«Площадь Восстания»]) (интернет-сингл; Полигон Records)
- февраль 2022 — «Трава забвения» (feat. Анастасия Постникова [«Ива Нова»]) (интернет-сингл; Полигон Records)

### Саундтреки
- январь 2006 — «Жизнь за жизнь» (звуковая дорожка к немому к/ф «Жизнь за жизнь» 1916 года) (CD, DVD; Кап-кан Records)

### Сборники
- декабрь 2017/январь 2018 — «gratum» (сборник каверов)
- ноябрь 2020 — «XII» (para bellvm MMVIII–XX) (интернет-релиз)

## Видеография
- 2009 – «Тело Христофора Колумба»
- 2011 – «Грех»
- 2018 – «Встань девица»
- 2020 – «Счастливая улица» (synthpop edition)

### Комментарии
- Гитаристом группы был Александр Цой (псевдоним Молчанов) — единственный сын культового рок-певца, лидера группы «Кино» — Виктора Цоя. Его участие в коллективе во время его присутствия и после его ухода долго умалчивалось.
- Участница para bellvm Елена Новикова (Станкевич) — бас-гитаристка первого и одного из поздних составов группы «Ива Нова».